# 八里台
八里台是中国天津市的一个地名，位于和平区、河西区和南开区三区交界地带，这片区域距天津老城南门有八里的距离，便因此得名。

## 内部链接
- 六里台
- 七里台
- 八里台立交桥
- 聂士成殉难纪念碑